# Oahu
Oahu (Hawaïaans: Oʻahu) is een van de eilanden van de Amerikaanse staat Hawaï. Het is het derde eiland in grootte, met een totaal landoppervlak van 1600 km². Het eiland is 71 km lang en 48 km breed. Het heeft een kustlijn van 366 km.
Het eiland bestaat uit twee oude schildvulkanen, Waianae en Koʻolau, met een breed zadel ertussen. Het hoogste
punt is Mount Ka'ala in de Waiʻanae Range, 1220 meter boven zeeniveau. De laatste vulkanische activiteit op Oahu was
waarschijnlijk tussen 32.000 en 10.000 jaar geleden.
Zo'n 80% van de bevolking van de staat Hawaï woont op Oahu. Ook de grootste stad en hoofdstad Honolulu is er gelegen.
De op een na belangrijkste sector is defensie, met daarbij andere regeringsactiviteiten. Op Oahu is een belangrijke marinebasis gevestigd, Pearl Harbor. Op zondag 7 december 1941 werd de Amerikaanse vloot, gestationeerd in Pearl Harbor, door de Japanners aangevallen, wat de deelname van de Verenigde Staten aan de Tweede Wereldoorlog veroorzaakte.
De landbouw, voornamelijk bestaand uit het verbouwen van ananas en suikerriet, gaat economisch gezien achteruit.
In de winter is Oahu het centrum van het golfsurfen. De noordwestkust (North Shore) wordt gedurende de wintermaanden bevolkt door vele golfsurfprofessionals die strijden om de 'Triple Crown of Surfing', een wedstrijd die gehouden wordt bij de stranden van Haleiwa, Sunset en Banzai Pipeline.

## Toerisme
De belangrijkste economische sector voor Oahu is het toerisme, met hotels geconcentreerd rond Waikiki, een wijk van Honolulu. Het eiland wordt veel bezocht door toeristen van het vasteland van de Verenigde Staten en uit Canada en Japan.

Bekende bezienswaardigheden zijn
- Diamond Head
- North Shore (Oahu)
- Nuʻuanu Pali (Pali Lookout)
- Pearl Harbor met USS Arizona Memorial, USS Missouri en Pacific Aviation Museum
- Waikīkī
- Polynesian Cultural Center
- Honolulu
- Ala Moana Center
- Aloha Tower
- Bernice P. Bishop Museum
- Honolulu Academy of Arts
- Royal Mausoleum of Hawaii (Mauna Ala)
- Lyon Arboretum en de Honolulu Botanical Gardens, een netwerk van vijf botanische tuinen, waar de Foster Botanical Garden, de Ho'omaluhia Botanical Garden, de Koko Crater Botanical Garden, de Liliuokalani Botanical Garden en de Wahiawa Botanical Garden deel van uitmaken.

## Geboren op Oahu
- Israel Kamakawiwo'ole (1959-1997), zanger
- Akebono (sumoworstelaar) (1969-2024), sumoworstelaar
- Lauren Graham (1967), actrice
- Kellye Nakahara (1950), actrice
- Jack Johnson (18 mei 1975), singer-songwriter
- Bruno Mars (8 oktober 1985), singer-songwriter en muziekproducent
- Bette Midler (1 december 1945), actrice
- Barack Obama (4 augustus 1961), voormalig president van de Verenigde Staten

## In populaire cultuur
- Veel series en films werden (gedeeltelijk) op Oahu opgenomen, waaronder The Karate Kid Part II, Lost, Magnum, P.I.,  Battleship (film), Pearl Harbor, Jurassic Park en Hawaii Five-0.
- De computerspellen Test Drive Unlimited en Test Drive Unlimited 2 spelen zich af op dit eiland, waarvan het tweede gedeeltelijk.